# Lerista connivens
Espèce
Statut de conservation UICN

 LC  : Préoccupation mineure
Lerista connivens est une espèce de sauriens de la famille des Scincidae.

## Répartition
Cette espèce est endémique d'Australie-Occidentale en Australie.

## Publication originale
- Storr, 1971 : The genus Lerista (Lacertilia: Scincidae) in Western Australia. Journal of the Royal Society of Western Australia, vol. 54, p. 59-75.